# Unione Sportiva Pergocrema 1992-1993
Questa pagina raccoglie le informazioni riguardanti l'Unione Sportiva Pergocrema nelle competizioni ufficiali della stagione 1992-1993.

## Rosa
| N. |                   | Ruolo | Calciatore        |
| -- | ----------------- | ----- | ----------------- |
|    | Italia (bandiera) |       | Avanzi            |
|    | Italia (bandiera) | D     | Roberto Beretta   |
|    | Italia (bandiera) | C     | Gianluca Coti     |
|    | Italia (bandiera) | C     | Omar Danesi       |
|    | Italia (bandiera) | D     | Angelo Donetti    |
|    | Italia (bandiera) | A     | Emilio Galelli    |
|    | Italia (bandiera) | C     | Giampaolo Gheller |
|    | Italia (bandiera) |       | Giulieni          |
|    | Italia (bandiera) | P     | Paolo Locatelli   |
|    | Italia (bandiera) | A     | Gabriele Messina  |
|    | Italia (bandiera) | P     | Raffaele Nuzzo    |
|    | Italia (bandiera) | D     | Alberto Pari      |

| N. |                   | Ruolo | Calciatore               |
| -- | ----------------- | ----- | ------------------------ |
|    | Italia (bandiera) | D     | Claudio Pozzi            |
|    | Italia (bandiera) | C     | Alessandro Roccatagliata |
|    | Italia (bandiera) |       | Sacchini                 |
|    | Italia (bandiera) | C     | Umberto Salamone         |
|    | Italia (bandiera) | P     | Seturri                  |
|    | Italia (bandiera) | C     | Tiberio Terzi            |
|    | Italia (bandiera) | A     | Alessandro Toffoli       |
|    | Italia (bandiera) | C     | Gianpietro Torri         |
|    | Italia (bandiera) | D     | Luca Ungari              |
|    | Italia (bandiera) | C     | Giuseppe Vaccari         |
|    | Italia (bandiera) | C     | Roberto Venturato        |
|    | Italia (bandiera) | C     | Aronne Verdelli          |

## Risultati

### Campionato

#### Girone di andata
| 13 settembre 1992 1ª giornata | Mantova | 2 – 0 | Pergocrema |  |

| 20 settembre 1992 2ª giornata | Pergocrema | 0 – 1 | Giorgione |  |

| 27 settembre 1992 3ª giornata | Novara | 1 – 0 | Pergocrema |  |

| 4 ottobre 1992 4ª giornata | Pergocrema | 0 – 1 | Trento |  |

| 11 ottobre 1992 5ª giornata | Pergocrema | 1 – 0 | Suzzara |  |

| 18 ottobre 1992 6ª giornata | Fiorenzuola | 5 – 1 | Pergocrema |  |

| 25 ottobre 1992 7ª giornata | Pergocrema | 1 – 2 | Varese |  |

| 1º novembre 1992 8ª giornata | Ospitaletto | 0 – 0 | Pergocrema |  |

| 8 novembre 1992 9ª giornata | Pergocrema | 2 – 0 | Tempio |  |

| 22 novembre 1992 10ª giornata | Oltrepò | 0 – 0 | Pergocrema |  |

| 29 novembre 1992 11ª giornata | Pergocrema | 1 – 2 | Pavia |  |

| 6 dicembre 1992 12ª giornata | Centese | 2 – 0 | Pergocrema |  |

| 13 dicembre 1992 13ª giornata | Solbiatese | 3 – 2 | Pergocrema |  |

| 20 dicembre 1992 14ª giornata | Pergocrema | 2 – 1 | Aosta |  |

| 27 dicembre 1992 15ª giornata | Olbia | 1 – 1 | Pergocrema |  |

| 24 gennaio 1992 16ª giornata | Pergocrema | 0 – 0 | Lecco |  |

| 31 gennaio 1993 17ª giornata | Casale | 3 – 1 | Pergocrema |  |

#### Girone di ritorno
| 7 febbraio 1993 18ª giornata | Pergocrema | 2 – 1 | Mantova |  |

| 14 febbraio 1993 19ª giornata | Giorgione | 1 – 1 | Pergocrema |  |

| 21 febbraio 1993 20ª giornata | Pergocrema | 0 – 0 | Novara |  |

| 7 marzo 1993 21ª giornata | Trento | 1 – 0 | Pergocrema |  |

| 14 marzo 1993 22ª giornata | Suzzara | 0 – 0 | Pergocrema |  |

| 21 marzo 1993 23ª giornata | Pergocrema | 0 – 1 | Fiorenzuola |  |

| 28 marzo 1993 24ª giornata | Varese | 0 – 0 | Pergocrema |  |

| 4 marzo 1993 25ª giornata | Pergocrema | 1 – 1 | Ospitaletto |  |

| 18 aprile 1993 26ª giornata | Tempio | 1 – 0 | Pergocrema |  |

| 25 aprile 1993 27ª giornata | Pergocrema | 2 – 1 | Oltrepò |  |

| 2 maggio 1993 28ª giornata | Pavia | 2 – 1 | Pergocrema |  |

| 9 maggio 1993 29ª giornata | Pergocrema | 2 – 0 | Centese |  |

| 16 maggio 1993 30ª giornata | Pergocrema | 1 – 1 | Solbiatese |  |

| 23 maggio 1993 31ª giornata | Aosta | 1 – 1 | Pergocrema |  |

| 30 maggio 1993 32ª giornata | Pergocrema | 3 – 2 | Olbia |  |

| 6 giugno 1993 33ª giornata | Lecco | 3 – 1 | Pergocrema |  |

| 13 giugno 1993 34ª giornata | Pergocrema | 1 – 2 | Casale |  |